# Vladislav Artem'ev
Vladislav Michajlovič Artem'ev (in russo Владислав Михайлович Артемьев?; Omsk, 5 marzo 1998) è uno scacchista russo, grande maestro, Campione europeo assoluto nel 2019 e campione russo nel 2023.
Nelle lista FIDE di giugno 2019 raggiunge il suo record Elo, con 2761 punti (10º al mondo, 3º tra i giocatori russi).

## Carriera
Nel maggio del 2012 ha vinto il torneo World's Youth Stars di Kiriši con 8,5/11.
In aprile 2013 ha vinto a Soči il campionato russo Under-21. Ha ottenuto la terza norma di GM il 16 gennaio 2014, vincendo il torneo Andranik Margaryan Memorial di Erevan con 6/9 (+3 =6). In febbraio ha vinto l'open di Mosca, sezione F, con 8/9 (+7 =2), con una performance di 2869 punti Elo.
Tra febbraio e marzo del 2014 si è classificato 13º (su 258 partecipanti) nel XV Campionato europeo individuale di Erevan con 7,5/11, davanti a moltissimi GM, tra cui diversi "over 2700" come Bacrot, Moïsejenko, Jobava, Sjugirov e Almási.
La sua forza nel gioco lampo è ancora maggiore. Tra i risultati più notevoli il secondo posto nel Rapid Grand Prix di Kirov del 2013, battendo tra gli altri il GM Dmitrij Andrejkin, uno specialista del gioco blitz, per 1,5–0,5. Nello stesso anno ha vinto il Rapid Grand Prix di Novokuzneck con 9,5/11. Sul sito Playchess gioca con il nome Vlad_Artemiev e ha superato 3.100 punti nel gioco blitz (3'+ 2").
Nel febbraio del 2017 è primo nell'Open di Mosca a pari merito, ma superato per spareggio tecnico da Dmitrij Gordievskij.
In settembre partecipa alla Coppa del Mondo di scacchi 2017, dove elimina Benjamin Bok e Teymur Rəcəbov, cede al terzo turno contro Daniil Dubov per 1,5-0,5.
Nel settembre del 2018 vince a Kazan' il 40º Memorial Nežmetdinov con 7 punti su 9.
Nell'ottobre del 2018 a Soči vince il Campionato russo sia nella durata lampo che in quella rapid.
Nel dicembre del 2018 a Skopje vince il Campionato europeo lampo con 18,5 punti su 22.
Nel gennaio del 2019, imbattuto, ha vinto con 8,5 punti su 10 l'open magistrale del Tradewise Gibraltar Chess Festival.
Nel marzo del 2019 ha vinto a Skopje il Campionato europeo individuale di scacchi con 8,5 punti su 11 superando per spareggio tecnico Nils Grandelius.
In giugno con 5,5 su 9 ha vinto per spareggio tecnico su Dmitrij Jakovenko la ventesima edizione del Poikovsky, il torneo sotto gli auspici del già Campione del Mondo Anatolij Karpov.
In luglio a Danzhou giunge =5º (assieme a Wang Hao) con 3,5 su 7 nella 10ª edizione dell'omonimo Danzhou Super Chess Grandmaster Tournament.
Nel 2023 vince il Campionato russo di San Pietroburgo con il punteggio di 8,5 su 11, distanziando di due punti il secondo classificato Maksim Matlakov e senza subire sconfitte. In dicembre si classifica terzo al Campionato del mondo di scacchi lampo, superato solo di un punto da Carlsen. .